# New York Post
New York Post é um jornal diário estadunidense distribuídos principalmente na região de Nova York. É o 13º mais antigo e o 7º jornal mais amplamente divulgado nos Estados Unidos. Fundado em 1801 pelo federalista e fundador Alexander Hamilton, se tornou um jornal respeitado no século XIX, sob o nome de New York Evening Post. A versão moderna do jornal é publicada em formato tabloide.
Em 1976, Rupert Murdoch comprou o Post por 30,5 milhões de dólares. Desde 1993, o Post tem sido propriedade da News Corporation e sua sucessora, a News Corp, que o tinha possuído anteriormente, de 1976 a 1988. Seus escritórios editoriais estão localizados na 1211 Avenue of the Americas.

## História
O New York Post, constituído em 16 de novembro de 1801 como o New-York Evening Post, descreve-se como o mais antigo jornal diário publicado continuamente do país. No entanto, o The Providence Journal, que começou a publicação diária em 21 de Julho de 1829, se autointitula como o jornal diário publicado continuamente mais antiga do país porque a publicação do New York Post foi descontinuada durante as greves em 1958 e 1978.